# Train de vie
 (juin 2011).
Si vous disposez d'ouvrages ou d'articles de référence ou si vous connaissez des sites web de qualité traitant du thème abordé ici, merci de compléter l'article en donnant les références utiles à sa vérifiabilité et en les liant à la section « Notes et références ».
Pour plus de détails, voir Fiche technique et Distribution.
Train de vie est un  film belgo-franco-israélo-néerlando-roumain réalisé par Radu Mihaileanu, sorti en 1998. Il décrit la tentative des habitants d'un shtetl d'échapper à la déportation en organisant eux-mêmes un convoi.

## Synopsis
Durant l'été 1941, dans un shtetl — village entièrement peuplé de juifs d'Europe de l'Est —, Schlomo, le fou du village, accourt essoufflé et catastrophé. Il annonce aux notables qu'il a vu l'armée allemande et ses sbires rafler tous les habitants d'un shtetl voisin, puis qu'ils les ont déportés en train, pour une destination inconnue. Après ce terrible témoignage, les villageois sont complètement affolés, redoutant de subir prochainement le même sort. Au débotté, Schlomo suggère qu'il faut anticiper l'acte des Allemands et que le village doit donc organiser son propre train de déportation qui traversera les lignes allemandes et les mènera vers la terre promise, la Palestine.
Malgré sa totale extravagance, cette idée est sérieusement étudiée par le conseil de Sages qui conclut qu'il n'existe aucune autre solution et que donc il faut appliquer le plan de Schlomo. Le village se mobilise alors entièrement pour mener cette folle entreprise, cotise, achète et retape un train entier. Faute de volontaire, le conseil désigne le marchand de bois, Mordechai à tenir le rôle de l'officier commandant la troupe « allemande », chargée de la sécurité du convoi. Pour ce faire, il doit raser sa très fournie barbe traditionnelle et prendre auprès du professeur Schmecht des cours de diction pour perdre son accent yiddish, qui pourrait sinon le trahir. Pendant ce temps-là, le fils du rabbin, Yossi, véritable fils-à-maman, éternel célibataire mais amoureux d'Esther — la plus belle fille du village — est envoyé à la ville pour obtenir des faux-papiers auprès de falsificateurs communistes. Cependant à la suite de ce voyage, et par dépit amoureux, il en revient la tête farcie de propagande communiste ; lui-même a adhéré au Parti, a abandonné sa barbe et tenue traditionnelle et fait désormais en permanence et avec zèle du prosélytisme auprès des autres habitants en usant d'une phraséologie typique de sa nouvelle idéologie. Un chauffeur de locomotive est engagé ; celui-ci, nommé Schtroul, n'est qu'un modeste employé de bureau des chemins de fer et n'a donc jamais touché une locomotive. Mais il a grandement envie de devenir enfin chauffeur, grâce au manuel de conduite qu'il s'est procuré. Tout le village prépare en cadence et entrepose les denrées pour la durée du voyage, confectionne des uniformes des soldats et officiers allemands, retape les wagons et la locomotive, etc.
Une fois le départ donné, les ennuis s'accumulent. D'une part, leur souci d'éviter de se faire repérer comme train surnuméraire les fait tourner en rond durant plusieurs jours. D'autre part, les Allemands et les Partisans les recherchent, les premiers pensant avoir affaire à un train de la Résistance, les seconds à un train ennemi. Mais le trajet erratique du train déjoue systématiquement leurs stratagèmes, et lorsque les Partisans aperçoivent des « soldats allemands » en train de psalmodier des prières du Chabbat, ils tombent dans un abîme de perplexité et renoncent à leurs plans.
Quant aux passagers devenus communistes grâce à l'intensif travail de propagande de Yossi, ils sont incités par ce-dernier à profiter d'une pause pour « s'évader », ce qui oblige Mordechai à s'improviser général et investir le rôle de commandement allemand pour récupérer par ruse l'un des fugitifs qui s'est retrouvé imprudemment arrêté par les Allemands. Il en profite pour faire le plein de victuailles en réquisitionnant les denrées du casernement. Enfin, le train est bloqué par un convoi automobile commandé par un SS, qui réquisitionne leur rame. Dieu merci, il s'agit en fait d'un convoi de gitans qui ont eu la même idée que les juifs : partir sous habit allemand pour échapper à la déportation des Tsiganes en espérant rejoindre l'Inde, leur patrie d'origine. Les deux populations voyagent désormais ensemble, occasionnant des rencontres et des mélanges inédits, notamment lors d'une mémorable joute musicale.
Le convoi arrive enfin sur la ligne de ligne de front, dans le no man's land, à égale distance des armées allemande et soviétique. Schlomo finit alors de raconter l'histoire : de nombreux passagers s'établirent en Russie, certains continuèrent jusqu'en Palestine (des Roms, pour la plupart), d'autres jusqu'en Inde (pour la majorité, des Juifs). Il est dit que Schtroul partit jusqu'en Chine, où il devint chef de gare, et que la belle Esther, que tout le monde la convoitait tant, s'est établie en Amérique, s'y est mariée et a eu des très beaux enfants.
Puis Schlomo conclut son récit en le présentant comme étant la vraie histoire de son shtetl. Mais il tempère immédiatement cet heureux dénouement, en précisant que c'était enfin « presque » la vraie histoire. En effet, au moment où il raconte cette fin, l'image jusqu'ici centrée en gros plan sur le visage de Schlomo effectue un zoom arrière et révèle qu'il est à l'évidence prisonnier dans un camp de concentration, se tenant derrière des barbelés et portant la tenue rayée caractéristique de prisonnier des camps. Schlomo se met alors à entonner une comptine où il narre que ce qui le maintient encore en vie, c'est de s'évader mentalement dans sa « sublime folie ».

## Fiche technique
- Titre : Train de vie
- Réalisation : Radu Mihaileanu
- Scénario : Radu Mihaileanu
- Musique : Goran Bregovic
- Photographie : Yórgos Arvanítis, Laurent Dailland
- Montage : Monique Rysselinck
- Décors : Christian Niculescu
- Production : Marc Baschet, Ludi Boeken, Frédérique Dumas, Eric Dussart, Cédomir Kolar et Radu Mihaileanu
- Pays de production :  France,  Roumanie,  Israël,  Belgique,  Pays-Bas
- Langues originales : français et allemand
- Format : couleurs - son Dolby SR
- Genre : comédie dramatique
- Durée : 103 minutes
- Budget : 5,2 millions d'euros
- Dates de sortie :
  - Italie : 5 septembre 1998 (Festival de Venise) ; 22 janvier 1999 (sortie nationale)
  - France : 16 septembre 1998
  - Belgique : 25 novembre 1998
  - Israël : 27 avril 2000

## Distribution
- Lionel Abelanski : Schlomo
- Rufus : Mordechai
- Clément Harari : le Rabbin
- Michel Muller : Yossi
- Agathe de La Fontaine : Esther
- Johan Leysen : Schmecht
- Bruno Abraham-Kremer : Yankele
- Marie-José Nat : Sura
- Gad Elmaleh : Manzatou
- Serge Kribus : Schtroul
- Rodica Sanda Tutuianu : Golda
- Sanda Toma : mère de Yossi
- Zwi Kanar : Lilenfeld
- Răzvan Vasilescu : le colonel tzigane
- Mihai Calin (VF : Emmanuel Curtil): Sami
- Ovidiu Cuncea : Moitl
- Marius Drogeanu : Mendel
- Vladimir Jurascu : Von Glück
- Robert Borremans : Hauptsturmführer S.S.
- Bebe Bercovici : Joshua
- Luminita Gheorghiu : Rivka
- Georges Siatidis : Itzik
- Cornel Vulpe : le maire
- George Ulmeni : Grossman
- Michel Israël : Le sage

## Autour du film
Le film est inspiré par l'activité, pendant la Seconde Guerre mondiale en Roumanie, de l'organisation Aliya, basée à Bucarest et présidée par Eugène Meissner et Samuel Leibovici. Cette organisation affrétait trains et bateaux pour évacuer les juifs roumains vers Istanbul (la Bulgarie étant favorable à l'opération et la Turquie, neutre). La Wehrmacht était présente en Roumanie et Bulgarie, alliées à l'Allemagne, et il fallait la complicité des maquis et des résistants des chemins de fer ou du service maritime roumain pour passer au travers. Tous n'y parvinrent pas, comme les passagers du Struma ou du Mefküre.
Sorti à la même époque que La vie est belle de Roberto Benigni, Train de vie traite de la même manière du difficile sujet de la Shoah sur le ton de la comédie. Néanmoins il souffrit du succès international de La vie est belle qui l’éclipsa.
En 2000, Radu Mihaileanu demande, « au nom du respect de [ses] droits d'auteur », le retrait de la vente du DVD distribué par AB Vidéo car l'éditeur n'y propose qu'un son stéréo alors que la bande-son originale est en Dolby SRD.

## Distinctions

### Récompenses
- Mostra de Venise 1998 : Prix FIPRESCI et Prix Anica-Flash de la première œuvre
- Festival de São Paulo 1998 : Prix du public et Prix de la critique
- Festival de Cottbus 1998 : Prix du public
- Festival de Sundance 1999 : Prix du public (ex-æquo avec Cours, Lola, cours)
- Festival des Hamptons 1999 : Prix du public
- Festival de Miami 1999 : Prix du public
- Prix David di Donatello 1999 : David di Donatello du meilleur film étranger
- Rubans d'argent 1999 : Ruban d'argent européen

### Nominations
- Césars 1999 : César du meilleur espoir masculin pour Lionel Abelanski et César du meilleur scénario pour Radu Mihaileanu
- Las Vegas Film Critics Society Awards 2000 : Sierra Award du meilleur film étranger
- Grande Prêmio do Cinema Brasileiro 2001 : Meilleur film en langue étrangère